# Pieśni motoru
Pieśni motoru (bułg. Моторни песни) – wydany w 1940 r. tom poetycki Nikoły Wapcarowa, jedyny zbiór wierszy Wapcarowa, który ukazał się za jego życia.
Tomik zawiera dwadzieścia jeden utworów, podzielonych na trzy cykle: Pieśni o człowieku, Pieśni o ojczyźnie i Pieśni o pewnym kraju (ten ostatni cykl poświęcony został uczestnikom wojny domowej w Hiszpanii). Utwory zebrane w tomie prezentują poezję proletariacką i rewolucyjną, zaangażowaną społecznie, wyrażającą bunt wobec niesprawiedliwości oraz wiarę w szczęśliwą przyszłość. Bohaterem lirycznym utworów Wapcarowa jest robotnik, człowiek z doświadczenia znający przestrzeń hal fabrycznych, pracujący w pocie czoła na swe utrzymanie. Od strony formalnej, ale także ideowej punktem odniesienia był dla Wapcarowa Władimir Majakowski, zaś spośród twórców bułgarskich - Christo Radewski.
Tom został wpisany do kanonu literatury bułgarskiej 1878-1988.
Większość wierszy, która znalazła się w tomie Pieśni motoru została przełożona na język polski i wydana w 1954 r. w tomiku Pieśni wybrane Wapcarowa, w opracowaniu Jerzego Laua.